# António Ribeiro

Kardinalswappen

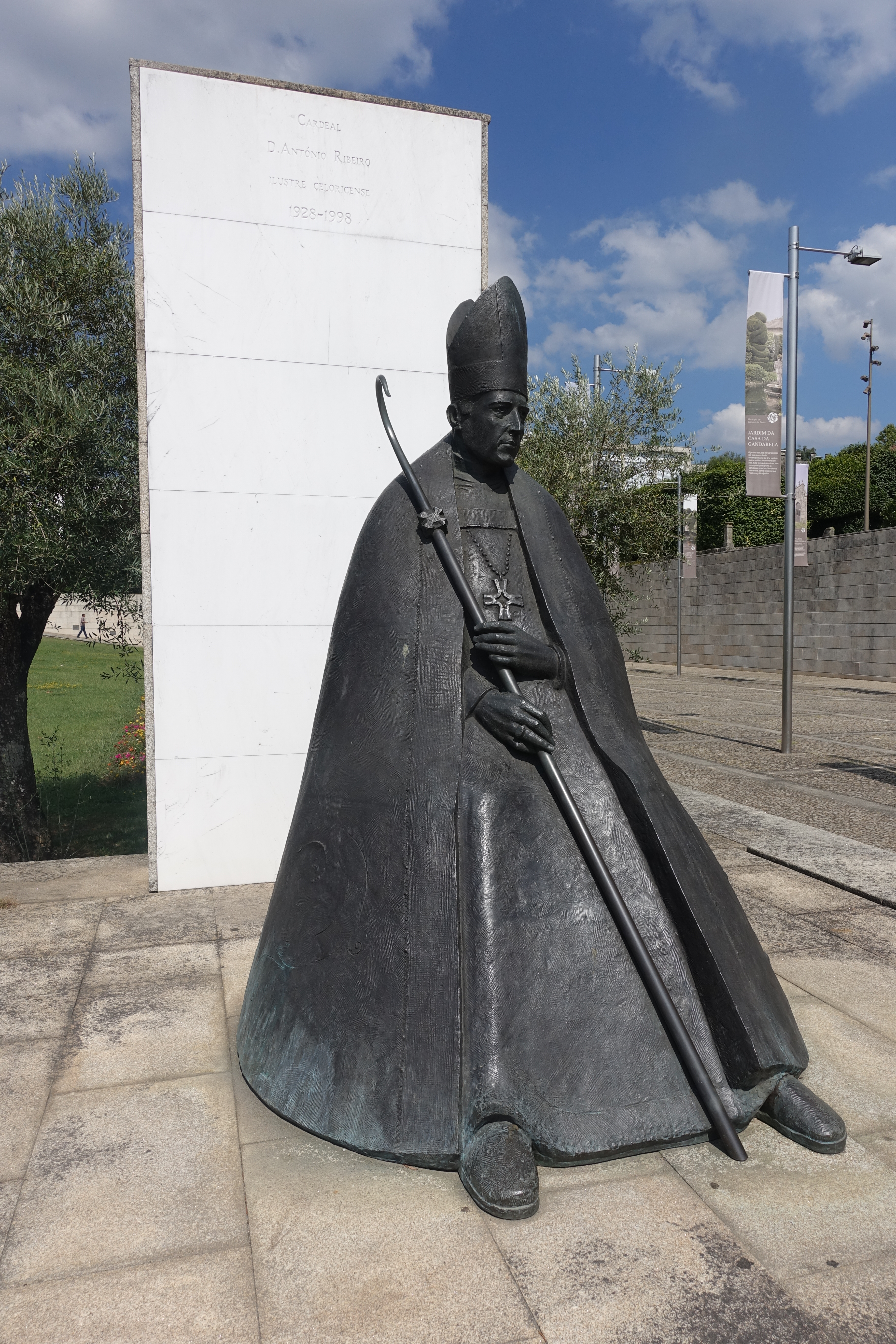
Statue Kardinal Ribeiros in Celorico de Basto

António Kardinal Ribeiro (* 21. Mai 1928 in Gandarela de Basto, Portugal; † 24. März 1998 in Lissabon) war ein portugiesischer römisch-katholischer Geistlicher und Patriarch von Lissabon.

## Leben
António Ribeiro studierte in Braga, Rom (Päpstliches Portugiesisches Kolleg), Innsbruck und München die Fächer Philosophie und Katholische Theologie. Er empfing am 5. Juli 1953 in Braga das Sakrament der Priesterweihe und war anschließend zwecks weiterführender Studien freigestellt. Ribeiro promovierte 1959 in Rom mit einer Arbeit über Thomas von Aquin. Anschließend arbeitete er in Braga als Dozent am Priesterseminar und am Institut für Sozialwissenschaften. Er war auch zeitweilig Dozent an den theologischen Fakultäten von Innsbruck und München. In den Jahren 1966 und 1967 leitete er als Generalvikar die Verwaltung des Bistums Braga.
Am 3. Juli 1967 ernannte ihn Papst Paul VI. zum Titularbischof von Tigillava und Weihbischof in Braga. Die Bischofsweihe spendete ihm der Patriarch von Lissabon Manuel Kardinal Gonçalves Cerejeira; Mitkonsekratoren waren Francisco Maria da Silva, Erzbischof von Braga, und António de Castro Xavier Monteiro, Weihbischof in Lissabon. 1969 wurde António Ribeiro Weihbischof, 1971 Patriarch von Lissabon, am 24. Januar 1972 wurde er portugiesischer Militärbischof. Am 5. März 1973 nahm ihn Papst Paul VI. als Kardinalpriester mit der Titelkirche Sant’Antonio da Padova in Via Merulana in das Kardinalskollegium auf. Der seinerzeit 44-jährige Ribeiro war der jüngste Kardinal, der seit 1930 ernannt worden war. Er nahm an den Konklaven vom August und Oktober 1978 teil. Von 1975 bis 1981 war Ribeiro erstmals Vorsitzender der Portugiesischen Bischofskonferenz, diese Aufgabe übernahm er erneut zwischen 1987 und 1993. In seine Zeit als Patriarch von Lissabon fiel auch das Ende des diktatorischen Estado Novo 1974 und der Übergang zur demokratischen Republik.
António Ribeiro starb am 24. März 1998 in Lissabon an einer Krebserkrankung und wurde in der Patriarchengruft des Klosters São Vicente de Fora beigesetzt.

## Medien
Neben der Zusammenarbeit mit zahlreichen religiösen Magazinen und Zeitungen sowie eigenen Publikationen trat Ribeiro 1960 in der Fernsehsendung Dia do Senhor im portugiesischen Fernsehen auf.